# 陳豪文
陳豪文（Chan Ho Man，1980年5月14日—），香港職業足球員，司職前鋒，前香港奧運足球代表隊及香港足球代表隊隊員，現時效力於香港丙組足球聯賽球會三昇。

## 球員生涯
出身於流浪，年僅16歲便獲提升為甲組後備，被譽為香港球壇明日之星。1999年轉投二合，逐漸踢出名堂，二合於2001年退出後，獲香港甲組足球聯賽老牌球會南華邀請加盟。
陳豪文於2000–01年及2001–02年度球季，連續兩屆於香港足球明星選舉中，當選最佳年青球員。
2003年轉投晨曦，直至2008年球季結束後，約滿未獲續約離隊。
陳豪文轉投乙組球會福建。2009年初，加盟駿昇大中，協助該隊獲得香港乙組足球聯賽亞軍，成功取得升班資格。2009年夏天，轉投另一支乙組球隊駿昇花花，全季射入6球。
2010–11年度球季，再轉投香港丙組足球聯賽球隊喜利。
2013年初，陳豪文轉投香港丁組足球聯賽球隊天旭。

## 國際賽
陳豪文於1999年，首次入選香港奧運足球代表隊，2000年更以20歲之齡入選香港足球代表隊，迄今為香港隊取得6個入球。

## 個人榮譽
- 香港足球明星選舉最佳年青球員 兩次(2000-01、2001-02季度)

## 外部連結
- 香港足球總會網頁球員註冊資料 （页面存档备份，存于）
- 陳豪文（Chan Ho Man）_球員資料_新聞_賽事統計信息_7M體育網 （页面存档备份，存于）